# Mary Honeyball
Mary Honeyball (ur. 12 listopada 1952 w Weymouth) – brytyjska działaczka społeczna i polityk, posłanka do Parlamentu Europejskiego V, VI, VII i VIII kadencji.

## Życiorys
W 1975 uzyskała licencjat z historii nowożytnej. W latach 1978–1994 była członkinią władz szkół w londyńskich okręgach miejskich Barnet i Lewisham. Od 1986 do 1990 była sekretarzem generalnym Rady Wolontariatu w londyńskim okręgu miejskim Newnham. Od 1990 do 1992 była kierownikiem w organizacji na rzecz osób niepełnosprawnych SCOPE. Następnie przez dwa lata pełniła funkcję dyrektora generalnego grupy wspierania samotnych rodziców "Gingerbread" oraz należała do Krajowego Związku Organizacji Kobiecych. W latach 1994–1998 była sekretarzem generalnym Stowarzyszenia Kuratorów Sądowych.
Od 1978 do 1986 zasiadała w radzie londyńskiego okręgu miejskiego Barnet. W latach 1982–1986 była także przewodniczącą Komisji Kobiet Partii Pracy w Londynie. Po wyborach do Parlamentu Europejskiego w 1999 nie uzyskała mandatu deputowanej, jednak objęła go w 2000 po rezygnacji Pauline Green. W latach 2000–2003 była członkinią komitetu wykonawczego i Komisji Kobiet Partii Pracy, a od 2000 do 2004 zasiadała także w Forum Polityki Krajowej Partii Pracy. W 2004, 2009 i 2014 uzyskiwała reelekcję w wyborach europejskich.